# Oródés I.
Oródés I. (parthsky Voród, akkadsky Urúda, řecky Ορώδης) byl v letech 81/80–78/77 př. n. l. či podle alternativní chronologie již od roku 91/90 př. n. l. parthským velkokrálem z rodu Arsakovců. Jeho rodinné vazby v rámci arsakovské dynastie nejsou známy. V čele říše stál v době vnitřních zmatků a dočasného úpadku prestiže ústřední moci.
U kronikářů se o něm nedochovala žádná zmínka. Jedinou událostí, kterou lze do jeho vlády spolehlivě zasadit, je zatmění Slunce z 11. dubna 80 př. n. l. zaznamenané v Babylonii – všechno ostatní jsou spekulace založené na odlišných způsobech datování jeho vlády a na interpretaci mincovní titulatury.